# Степанов, Борис Иванович (физик)
Бори́с Ива́нович Степа́нов (1913, Санкт-Петербург — 1987, Минск) — советский физик, академик АН БССР (1953). Заслуженный деятель науки БССР (1967). Один из основателей белорусской школы физики.

## Биография
Родился 15 (28 апреля) 1913 года в Санкт-Петербурге. После окончания девятилетки учился в ФЗУ, а в 1930 году поступил в Ленинградский университет. С 1934 году одновременно работал в ГОИ. После окончания университета в 1936 году поступил в аспирантуру ГОИ, а через три года защитил кандидатскую диссертацию на тему «Исследование резонансных возмущений в спектрах двухатомных молекул». В июле 1941 году ушёл добровольцем на фронт, воевал в составе 162-го партизанского отряда Ленинградского фронта, а затем и на Сталинградском фронте.
В январе 1943 года отозван из армии для научной работы в ГОИ, находившемся тогда в эвакуации в Йошкар-Оле. В 1948 году защитил докторскую диссертацию по теме «Расчет частот колебаний сложных органических молекул». До 1953 года работал в ГОИ, с 1951 начальник лаборатории.
Преподавал в ЛИТМО, являлся одним из создателей инженерно-физического факультета. Доцент, затем профессор кафедры теоретической физики (1946—51).
В 1953 году приглашён в Институт физики АН БССР, в 1955—1973 годах заведовал лабораторией, в 1957—1985 годах — директор института. Одновременно с 1953 года — профессор БГУ имени В. И. Ленина, до 1963 года возглавлял кафедру спектрального анализа. В 1985—1987 годах являлся членом и советником Президиума АН БССР. С 1964 года и до конца жизни — главный редактор выходящего в Минске всесоюзного «Журнала прикладной спектроскопии».
Член ВКП(б) с 1939 года, в 1971—86 годах депутат Верховного Совета БССР.
Создал в Беларуси крупную научную школу, среди его учеников — 11 докторов и 45 кандидатов наук. Его именем назван Институт физики Национальной академии наук Беларуси.

## Научная деятельность
Работы Степанова посвящены спектроскопии, люминесценции, квантовой электронике, а также нелинейной оптике, лазерной спектроскопии, оптической голографии, вопросам истории оптики.
Первая работа Степанова, опубликованная в 1935 году, была посвящена теоретическому объяснению тонкого расщепления метастабильных уровней азота, наблюдавшемуся в экспериментах. В 1939 году им была развита теория аномалий в спектрах двухатомных молекул на основе методов численного определения матричных элементов взаимодействия уровней из экспериментальных данных. В 1940-е годы основным направлением деятельности стала разработка теории колебательных спектров многоатомных молекул и её применение для конкретных расчётов. В частности, в 1945 году Степанов исследовал влияние водородных связей на спектры поглощения, а в 1948 году предложил удобные приближённые методы расчёта колебательных спектров сложных органических молекул. Стройная теория спектров многоатомных молекул была изложена в классической монографии «Колебания молекул» (соавторы — М. В. Волькенштейн и М. А. Ельяшевич).
В 1950-е годы Степанов, отталкиваясь от основополагающих работ С. И. Вавилова, развил квантовомеханическую теорию люминесценции и поглощения света, позволяющую единым образом описать характеристики этих процессов и основные экспериментальные факты. На основе этой теории был получен ряд важных результатов. Так, в 1955 году было впервые показано, что энергетический выход люминесценции системы с тремя уровнями энергии может превышать единицу. В 1956 году Степанов предсказал существование явления отрицательной люминесценции, которая проявляет себя как спектральный провал на фоне широкополосного равновесного теплового излучения. В последующие годы учёный систематически разработал теоретические основы спектроскопии отрицательных световых потоков, в рамках которой получили своё описание новые оптические явления — отрицательная люминесценция и отрицательный фотоэффект. В 1957 году он показал, что спектры поглощения и люминесценции сложных молекул связаны между собой соотношением, не зависящим от индивидуальных свойств молекул (универсальное соотношение Степанова). Обратившись к проблеме классификации вторичного свечения, в 1959 году Степанов совместно со своим учеником П. А. Апанасевичем обосновали в качестве принципиального отличия между люминесценцией и рассеянием наличие промежуточных процессов, происходящих в промежутке между моментами поглощения первичных и испускания вторичных фотонов.
С начала 1960-х годов основной сферой деятельности Степанова становится лазерная физика и нелинейная оптика. Так, уже в 1960 году совместно с В. П. Грибковским он провёл расчёт зависимости поглощения и люминесценции в трёхуровневой системе от интенсивности возбуждающего излучения. В последующие годы Степановым вместе с учениками были заложены основы инженерных методов расчёта лазерных систем, в частности в 1964 году были предложены простые вероятностные методы расчета энергетических и временных характеристик оптических квантовых генераторов. В этом цикле работ с единых физических позиций были рассмотрены все стороны процесса генерации света (соавторы — В. П. Грибковский, А. С. Рубанов, А. М. Самсон). В статье, написанной в 1965 году совместно с П. А. Апанасевичем, была построена теория внутрирезонаторного вынужденного комбинационного рассеяния; в дальнейшем эта тематика успешно развивалась в институте, возглавлявшемся Степановым.
Широкое признание получили работы Степанова, связанные с открытием нового класса лазерных сред — органических красителей. Сначала в 1964 году им совместно с А. Н. Рубиновым и В. А. Мостовниковым была предсказана теоретически возможность генерации на растворах ряда красителей, а спустя три года (одновременно с учеными США и ФРГ) они осуществили её экспериментально. В Институте физики АН БССР была создана серия соответствующих лазеров с плавно перестраиваемой частотой излучения в широкой области спектра. В 1972 году эта деятельность была отмечена Государственной премией СССР.
В работах Степанова и его учеников были заложены основы динамической голографии, разработаны новые методы преобразования световых пучков. В частности, в 1970 году он совместно с А. С. Рубановым и Е. В. Ивакиным обнаружил явление обращения волнового фронта при четырёхволновом взаимодействии.

## Награды и премии
- Сталинская премия второй степени (1950) — за 2-томную монографию «Колебания молекул» (1949)
- Государственная премия СССР (1972) — за цикл работ по исследованию явления оптической генерации в растворах сложных органических соединений и созданию на их основе нового типа лазеров с плавно переключаемой частотой излучения в широкой области спектра (1964—1971, совместно с соавторами)
- Государственная премия СССР (1982) — за цикл работ «Физические основы динамической голографии и новые методы преобразования пространственной структуры световых пучков» (1969—1980, совместно с соавторами)
- орден «Знак Почета» (1952)
- орден Трудового Красного Знамени (1961, 1983)
- Золотая медаль имени С. И. Вавилова АН СССР (1967)
- орден Октябрьской революции (1971)
- орден Ленина (1973)
- Герой Социалистического Труда (1973)
- Государственная премия БССР (1976) — за цикл работ по генерации света
- орден Дружбы народов (1979)
- орден Отечественной войны II степени (6.4.1985)
- медали

## Работы

### Книги
- М. В. Волькенштейн, М. А. Ельяшевич, Б. И. Степанов. Колебания молекул. — М.-Л.: Гостехтеоретиздат, 1949; М.: Наука, 1972.
- Б. И. Степанов. Люминесценция сложных молекул. — Минск: Изд-во АН БССР, 1955.
- Б. И. Степанов. Основы спектроскопии отрицательных световых потоков. — Минск: Изд-во БГУ, 1961.
- Б. И. Степанов, В. П. Грибковский. Введение в теорию люминесценции. — Минск: Из-во АН БССР, 1963; London: Ilisse Books, 1968, 1970.
- Б. И. Степанов, В. П. Грибковский, А. С. Рубанов, А. Н. Рубинов, Ф. К. Рутковский, А. М. Самсон. Методы расчета оптических квантовых генераторов. — Минск: Наука и техника, 1966 (том 1), 1968 (том 2).
- Б. И. Степанов. Лазеры сегодня. — Минск: Вышэйшая школа, 1977.
- Б. И. Степанов. Очерки по истории оптической науки. — Минск: Наука и техника, 1978.
- Б. И. Степанов. Квантовая электроника. — Минск: Наука и техника, 1979.
- Б. И. Степанов. Лазеры на красителях. — М.: Знание, 1979. (Новое в жизни, науке, технике. Серия физика).
- Б. И. Степанов. Введение в современную оптику. — В 4 томах:
  - Основные представления оптической науки на пороге XX века. — Минск: Наука и техника, 1989.
  - Фотометрия. О возможном и невозможном в оптике. — Минск: Наука и техника, 1989.
  - Квантовая теория взаимодействия света и вещества. — Минск: Наука и техника, 1990.
  - Поглощение и испускание света квантовыми системами. — Минск: Наука и техника, 1991.

### Основные научные статьи
- М. В. Волькенштейн, М. А. Ельяшевич, Б. И. Степанов. Теория колебательных спектров многоатомных молекул // ЖЭТФ. — 1945. — Т. 15. — С. 35—41.
- Б. И. Степанов, Б. С. Непорент. Колебательная энергия и люминесценция сложных молекул // УФН. — 1951. — Т. 43. — С. 380—425.
- В. В. Антонов-Романовский, Б. И. Степанов, М. В. Фок, А. П. Хапалюк. Выход люминесценции системы с тремя уровнями энергии // ДАН СССР. — 1955. — Т. 105. — С. 50—53.
- Б. И. Степанов. Закон Вавилова // УФН. — 1956. — Т. 58. — С. 3—36.
- Б. И. Степанов. Отрицательная люминесценция и отрицательный фотоэффект // Оптика и спектроскопия. — 1956. — Т. 1. — С. 125—130.
- Б. И. Степанов. Универсальное соотношение между спектрами поглощения и люминесценции сложных молекул // ДАН СССР. — 1957. — Т. 112. — С. 839—841.
- Б. И. Степанов, П. А. Апанасевич. Классификация вторичного свечения // Оптика и спектроскопия. — 1959. — Т. 7. — С. 437—445.
- Б. И. Степанов, В. П. Грибковский. Нелинейные оптические явления в системе частиц с тремя уровнями энергии // Известия АН СССР. — 1960. — Т. 24. — С. 534—538.
- Б. И. Степанов, В. П. Грибковский. Применение вероятностного метода для расчета оптических характеристик квантовых генераторов света // УФН. — 1964. — Т. 82. — С. 201—220.
- Б. И. Степанов, П. А. Апанасевич. Вынужденное комбинационное рассеяние внутри резонатора первичного ОКГ // Журнал прикладной спектроскопии. — 1965. — Т. 11. — С. 37—44. — doi:10.1007/BF00658079.
- Б. И. Степанов, А. Н. Рубинов, В. А. Мостовников. Оптическая генерация в растворах сложных молекул // Письма в ЖЭТФ. — 1967. — Т. 5. — С. 144—148.
- Б. И. Степанов, А. Н. Рубинов. Оптические квантовые генераторы на растворах органических красителей // УФН. — 1968. — Т. 95. — С. 45—74.
- Б. И. Степанов, Е. В. Ивакин, А. С. Рубанов. О регистрации плоских и объёмных динамических голограмм в просветляющихся веществах // ДАН СССР. — 1971. — Т. 196. — С. 567—569.